# Anders Sunesen
Anders Sunesen anche Andreas, Suneson, Sunesøn, in latino Andreas Sunonis, (1167 circa – 1228) è stato un arcivescovo cattolico danese, titolare della antica arcidiocesi di Lund dal 21 marzo 1201 (morte di Absalon) fino alla sua morte.

## Biografia
Egli fu l'autore della traduzione latina delle leggi della Scania e fu impegnato, per tutta la sua vita, ad integrare una visione del mondo cristiano nella legislatura precedente. Riuscì ad introdurre la decima (tassazione a beneficio della chiesa), nonostante la resistenza incontrata da questa misura presso la popolazione della Scania durante il tempo di Absalon, ma i suoi sforzi per convincere i sacerdoti del suo tempo sulla bontà del celibato si basavano principalmente sul suo esempio, piuttosto che in manovre legali. Per educare i sacerdoti e per trasmettere le sue idee, soprattutto sull'integrazione tra Stato e Chiesa, scrisse un poema didascalico, Hexaëmon, composto di 8.040 esametri latini.
Nipote di Absalon e membro dell'élite religiosa e politica, Sunesen aveva ricevuto la sua educazione in teologia e filosofia a Parigi e la formazione giuridica a Bologna e ad Oxford. Le idee del continente europeo circa le  Crociate cristiane vennero incorporate nel suo pensiero e durante il XIII secolo incitò il Papa ad una crociata contro le nazioni baltiche. Ricevette l'autorizzazione a creare una diocesi a Reval e, nel 1219, accompagnò Valdemaro II nella sua guerra contro l'Estonia. Secondo un vecchio mito danese di sostegno dell'espansione imperiale danese, la bandiera danese (Dannebrog) apparve nel cielo e cadde nelle mani di Valdemaro II quando Sunesen alzò le braccia e pregò per la vittoria danese durante la battaglia di Lyndanisse.
Visse gli ultimi anni della sua vita nel nord-est della Scania, dove morì nel 1228 nell'isola di Ivö nel lago di Ivö, il più grande della Scania. Si è ipotizzato che la sua morte potrebbe essere stata attribuita alla lebbra. Egli venne inumato in un sarcofago nella Cattedrale di Lund.